# Afroligusticum elliotii
Afroligusticum elliotii är en växtart i släktet Afroligusticum och familjen flockblommiga växter. Den beskrevs först av Adolf Engler som Peucedanum elliotii, och fick sitt nu gällande namn av Cecil Norman 1934.
Arten är en perenn ört som växer i centrala Afrika, från Demokratiska republiken Kongo till Tanzania.